# 제13낙하산용기병연대
제13낙하산용기병연대(13e Régiment de Dragons Parachutistes; 13e RDP)는 프랑스 육군의 연대급 규모 특수부대다. 제1낙하산해병보병연대, 제4특수부대헬리콥터연대와 함께 육군특수부대사령부를 구성한다.
장거리 수색정찰 및 정보분석을 통해 육군특수부대사령부에 중요한 정보를 제공해주는 것이 주 임무이다.
앙시앵 레짐 시절인 1676년 편성된 바르베지에르 용기병대를 전신으로 한다. 1791년 프랑스 기병대 재편성 과정에서 13번 단대호를 부여받고 그것이 그대로 계승되었다. 1936년 기갑부대로 전환되었고 1952년 현재의 수색작전 전문 공수연대로 전환되었다.